# Coentral
Coentral era una freguesia portuguesa del municipio de Castanheira de Pêra, distrito de Leiría.

## Historia
Situada en la vertiente sur de la sierra de Lousã y fundada en 1691, las vicisitudes de esta pequeña freguesia rural han estado siempre vinculadas a las de la cercana Castanheira de Pera. Acompañando a esta, Coentral perteneció inicialmente al municipio de Pedrogão Grande, de 1895 a 1899 al de Figueiró dos Vinhos, luego nuevamente al de Pedrogão y desde 1914 al nuevo municipio de Castanheira de Pêra.
Fue suprimida el 28 de enero de 2013, en aplicación de una resolución de la Asamblea de la República portuguesa promulgada el 16 de enero de 2013 al unirse con la freguesia de Castanheira de Pera, formando la nueva freguesia de Castanheira de Pêra e Coentral.

## Patrimonio
En el patrimonio histórico-artístico de Coentral pueden citarse los antiguos pozos de nieve de la sierra y la cercana capilla de Santo António da Neve. Precisamente la imagen de uno de esos pozos figuraba en el blasón de la antigua freguesia.